# Liste der Außenlager des KZ Buchenwald
Die Liste der Außenlager des KZ Buchenwald gibt einen Überblick über die zahlreichen Nebenlager von Buchenwald. Das KZ Buchenwald war eines der großen Konzentrationslager der SS auf deutschem Boden. Es wurde zwischen Juli 1937 und April 1945 auf dem Ettersberg bei Weimar vorrangig als Lager der Ausbeutung der Zwangsarbeit der KZ-Häftlinge (im Unterschied zu den Vernichtungslagern) betrieben. Auch die meisten Außenlager waren einer bestimmten Fabrikation zugeordnet, bei der die Gefangenen massiv ausgebeutet und zum Teil getötet wurden. Die Geschichtswissenschaft und das Rechtswesen unterscheiden das KZ als Arbeitslager jedoch ganz klar von einem offenen Zwangsarbeitslager.
Zusätzlich zum Hauptlager gab es zeitweise eine Vielzahl von Außenlagern an vielen verschiedenen Orten; das Sonderlager Fichtenhain und ein Quarantänelager (Kleines Lager, abgegrenzter Teil innerhalb des KZ Buchenwald). Im März 1944 erhöhte die SS-Verwaltung die Anzahl der Außenlager auf 22 weitere Konzentrationslager, die von hier aus im Rahmen der Kriegsproduktion verwaltet wurden. In den letzten Kriegsmonaten bestanden viele kleinere Lager von vornherein als provisorische Zwischenschritte vor dem absehbaren Kriegsende. Es ist zum Teil heute schwer nachzuvollziehen, wo in dieser Phase ein Lager auf Dauer angelegt war oder nur als Etappe beim Rückzug vor den herannahenden Alliierten zu sehen ist.

## Außenlager
- KZ-Außenlager Anton, Abteroda
- KZ-Außenlager Abtnaundorf siehe Leipzig
- KZ-Außenlager HASAG – Altenburg (Codename: B), 2. August 1944 bis 1945
- KZ-Außenlager Annaburg, 8. Januar 1945 bis 16. März 1945
- KZ-Außenlager Apolda
- KZ-Außenlager Arolsen (heute Bad Arolsen); Codename Arthur, 14. November 1943 bis 29. März 1945
- KZ-Außenlager Artern, anfangs Codename Rebstock neu, später dem KZ Mittelbau zugeordnet.
- KZ-Außenlager Aschersleben (Codename: AL), 15. August 1944 bis 10. April 1945
- KZ-Außenlager Bad Gandersheim, Oktober 1944 bis April 1945, Fertigung von Flugzeugteilen für die Ernst Heinkel AG im Kloster Brunshausen[1]

- KZ-Außenlager Bad Godesberg (Codename: Winzerstube), März 1944 bis 29. März 1945, im Rheinhotel Dreesen, max. 120, vorwiegend prominente Inhaftierte[2]
- KZ-Außenlager Bad Salzungen (Codename: Renntier [sic], 5. Januar 1945 mit 485 Häftlingen); (Codename: Kalb, 20. Januar 1945 mit 500 Häftlingen). Beide Lager wurden am 6. April 1945 nach Buchenwald "evakuiert"[3]
- KZ-Außenlager Bensberg, Schloss; zum Ausbau der Nationalpolitischen Erziehungsanstalten (Napola) (seit 1944 in Hardehausen)
- KZ-Außenlager Berga/Elster (Schwalbe V – Codename: S), auch SS-Baustab und Berga-Kelbra
- KZ-Außenlager Berlstedt (Weimarer Land), Ziegelei (Klinkerwerk)
- KZ-Außenlager Berta siehe Düsseldorf
- KZ-Außenlager Birkhahn, Halle, Zwangsarbeit bei den Siebel Flugzeugwerken (Codename: Ha)[4]
- KZ-Außenlager Bochum beim Bochumer Verein
- KZ-Außenlager Bochum bei der Eisen- und Hüttenwerke AG
- KZ-Außenlager Böhlen der BRABAG, Ende Juli bis 28. November 1944 und Februar bis April 1945; In der ersten Phase wurden mindestens 1.080 Häftlinge zur Arbeit gezwungen, von denen 977 am 28. November in das KZ-Außenlager Königstein transportiert wurden.
- KZ-Außenlager Colditz, (HASAG-Colditz, Colditz – Codename: C)
- Dora (KZ Dora-Mittelbau), 28. August 1943 bis Herbst 1944 als Außenkommando mit der Tarnbezeichnung „Arbeitslager Dora“ (Dora steht für den Buchstaben D) – danach eigenständig als größter Einzelstandort sowie Sitz der Kommandantur des im Herbst 1944 neu organisierten „KZ Mittelbau“. Die von den Häftlingen dieses Lagers ausgebaute Stollenanlage im Kohnstein beherbergte nach der Zerstörung der Heeresversuchsanstalt Peenemünde die größte unterirdische Rüstungsfabrik des Zweiten Weltkrieges. In dem Werk wurde vor allem die Vergeltungswaffe 2 (V2) produziert.
- KZ-Außenlager Dornburg, Lager-Nummer: 239, 21. März 1945 bis 10. April 1945
- KZ-Außenlager Dortmund: In Dortmund, auf dem Gelände der Dortmunder Union in der Huckarder Straße 111, gab es ein Außenlager des Konzentrationslagers Buchenwald von Oktober 1944 bis März 1945 bei der Vereinigten Stahlwerke AG. Dort wohnten 745 Frauen in einem Gebäude, das durch einen unterirdischen Tunnel mit der Geschossfabrik an der Rheinischen Straße verbunden war. Das Haus hatte vergitterte Fenster, aber keine Stacheldrahtzäune, die Außentüren waren verschlossen.
- KZ-Außenlager Duderstadt, Lager-Numer: 241, Polte-Werke.[5]
- KZ-Außenlager Ratingsee in Duisburg
- KZ-Außenlager Düsseldorf[6]
- KZ-Außenlager Düsseldorf-Lohausen, Düsseldorf, Lager-Nummer: 246
- KZ-Außenlager Emil, Thekla (Codename: E), 11. April 1943 bis 10. April 1945
- KZ-Außenlager Emma, im BMW-Flugmotorenwerk Eisenach
- KZ-Außenlager Humboldtstraße in Essen, 1943 bis 17. März 1945
- KZ-Außenlager Schwarze Poth in Essen, 1944 bis März 1945
- KZ-Außenlager Flößberg (bei Leipzig), 28. Dezember 1944 bis 17. April 1945, Lagernummer 405
- KZ-Außenlager Gazelle, Weferlingen beziehungsweise Walbeck (Oebisfelde-Weferlingen); Gazelle ist der Tarnname der Untertageverlagerung
- KZ-Außenlager Gelsenberg Gelsenkirchen-Horst
- KZ-Außenlager Göttingen, Lager-Nummer: 256, SS-Kaserne.[7][8]
- KZ-Außenlager Goslar, Lager-Nummer: 255
- KZ-Außenlager Hadmersleben (Hans, AGO – Codename: Hs), 13. März 1944 bis 10. April 1945
- KZ-Außenlager Hessisch-Lichtenau, August 1944 bis 29. März 1945
- KZ-Außenlager Junkers-Werke Halberstadt, Halberstadt (Juha – Codenamen: Jh, Hb), 26. Juli 1944 bis 8. April 1945[9]
- KZ-Außenlager Holzen, (Zwangsarbeit für die mit Codenamen benannten Unternehmungen Hecht bzw. Stein), 14. September 1944 bis 3. April 1945
- KZ-Außenlager „RAW Jena“, September 1944 bis April 1945
- KZ-Außenlager Kassel-Druseltal, 5. Juli 1943 bis 4. April 1945 (Lfd.-Nr. 702-Verzeichnis der Konzentrationslager)
- KZ-Außenlager Köln-Messelager, Lager der III. SS-Baubrigade, 21. September 1942[10] bis 10. Mai 1944,[11] Lager-Nummer: 3437
- KZ-Außenlager Köln-Deutz, Westwaggon, bis 15. März 1945,[9] Lager-Nummer: 274
- KZ-Außenlager Köln-Niehl, Kommando Ford, Fordwerke Köln, 10. August 1944[9] bis 10. April 1945, Lager-Nummer: 275
- KZ-Außenlager Köln-Stadt, 15. August 1944 bis 25. Oktober 1944,[9] Lager-Nummer: 276; Ersatz für die abgezogene III. SS-Baubrigade[12]
- KZ-Außenlager Oberschloss Kranichfeld, Kranichfeld; 1940–1945, mind. 100 Tote
- KZ-Außenlager Langensalza, Bad Langensalza, Dezember 1943–April 1945
- KZ-Außenlager Langenstein-Zwieberge, heute Landkreis Harz (Malachyt, Maifisch – Codenamen: BII, Z, Mfs), 21. April 1944 bis 11. April 1945
- KZ-Außenlager Laura, Lehesten
- KZ-Außenlager Leipzig (weitere Außenlager, Zwangsarbeiterlager)
- KZ-Außenlager Leipzig-Thekla
- KZ-Außenlager Leimbach; Schacht Salzungen 1
- KZ-Außenlager Leopard, Plömnitz (Codename: Leau)
- KZ-Außenlager Leopoldshall, 28. Dezember 1944 bis 11. April 1945
- KZ-Außenlager Lichtenburg, Lager-Nummer: 283
- KZ-Außenlager in Lippstadt, 1944/45
- KZ-Außenlager Lützkendorf, 1944/45, siehe Mineralölwerk Lützkendorf
- KZ-Außenlager Magda, Magdeburg-Rothensee, BRABAG-Werk
- KZ-Außenlager Markkleeberg, Arbeitslager für das örtliche Junkers-Zweigwerk, Frauenlager, 31. August 1944 bis 13./15. April 1945, Lager-Nummer: 290
- KZ-Außenlager Martha und Martha II (für den Buchstaben M), Mühlhausen/Thüringen
- KZ-Außenlager Messe Köln-Deutz Durchgangslager für Juden aus dem Westen, eine Abteilung für politische Häftlinge und eine für Häftlinge aus dem KZ Buchenwald die in der Stadt als Bombenräumkommando verwendet wurden.
- KZ Mittelbau siehe KZ-Außenlager Dora
- KZ-Außenlager Münchmühle,[13] damals Allendorf, heute Stadtallendorf, 16. August 1944 bis 27. März 1945[9]
- KZ-Außenlager Neustadt bei Coburg 26. September 1944 bis 6. April 1945
- KZ-Außenlager Niederhagen oder Wewelsburg, Wewelsburg, Kreis Paderborn. Vom 1. Mai 1943 bis 2. April 1945 (davor andere Zuordnungen).
- KZ-Außenlager Niederorschel (Codename No)
- KZ-Außenlager Oberndorf, Oberndorf in Thüringen
- Zwangsarbeitslager Ohrdruf, Ohrdruf (wird auch als Kriegsgefangenenlager bezeichnet)
- KZ-Außenlager Penig
- KZ-Außenlager Pulgar
- KZ-Außenlager Raguhn
- KZ-Außenlager Rebstock, Marienthal (Ahr) im Landkreis Ahrweiler, siehe auch Regierungsbunker (Deutschland)
- KZ-Außenlager S III im Jonastal bei Arnstadt vom 6. November 1944 bis Anfang April 1945
- Außenlager Schlieben (bei Kolochau), Lager-Nummer: 307
- KZ-Außenlager Junkers-Werke Schönebeck, Julius oder Schönebeck I in Schönebeck (Elbe) (Codenamen: Ju, Sch), 19. März 1943 bis 11. April 1945
- KZ-Außenlager NARAG Schönebeck, Schönebeck II, Schönebeck (Elbe) (Dromeda)
- KZ-Außenlager Schwerte im Eisenbahnausbesserungswerk Schwerte-Ost
- KZ-Außenlager Sollstedt
- KZ-Außenlager Sonneberg
- KZ-Außenlager Staßfurt (Reh), 15. September 1944 bis 11. April 1945
- KZ-Außenlager Tannenwald, nahe Schloss Kransberg im Taunus (heute Ortsteil von Usingen),[14][15] 7. Dezember 1944–29./31. März 1945[16][17][18]
- KZ-Außenlager Taucha
- KZ-Außenlager Wansleben, (Wilhelm, Biber II – Codenamen: Wi, Bbr und Mf)[19][20], April 1944 bis 10. April 1945
- KZ-Außenlager Wernigerode
- KZ-Außenlager Westeregeln (Maulwurf – Codename: Mw), 17. Oktober 1944 bis 4. April 1945
- KZ-Außenlager Wewelsburg siehe Niederhagen
- KZ-Außenlager Wille, Rehmsdorf ab 5. Juni 1944[9]
- KZ-Außenlager Witten-Annen, Zwangsarbeit im Annener Gussstahlwerk, 16. September 1944–29. März 1945
- SS-Baubrigade I (September–Oktober 1944)
- SS-Baubrigade IV, Wuppertal
- SS-Bauzug: Der 2. SS-Bauzug war von Sep. bis Okt. 1944 zum Wegräumen von Schutt und Ausbesserung von Eisenbahngleisen in Karlsruhe; Behörde: Amt C der SS-WVHA; etwa 500 Häftlinge. Die Häftlinge waren in Güterwagen untergebracht. Um den 10. Oktober 1944 wurde das Außenlager dem Konzentrationslager Buchenwald unterstellt, einige Tage danach in 7. SS-Eisenbahnbaubrigade umbenannt und nach Stuttgart verlegt.
- Sonderlager Fichtenhain: Außerhalb des eigentlichen eingezäunten Lagers, in der Mitte des anschließenden SS-Bereiches. 1942/43 wurde eine Gruppe von „Isolierbaracken“ für prominente Gefangene erbaut. Inhaftiert waren hier unter anderem Rudolf Breitscheid, Mafalda von Savoyen und Fritz Thyssen. Nach dem Hitler-Attentat vom 20. Juli 1944 wurden hier auch beteiligte (oder beschuldigte) Offiziere und Politiker sowie deren Familien eingesperrt. (Nicht zu verwechseln mit SS-Falknerhaus oder -Falkenhof.)

Die aufgeführten Lager-Nummern beziehen sich auf die Nummerierung des Projekts Deutschland – ein Denkmal, initiiert von Sigrid Sigurdsson.

## Chronologie zu den Außenlagern und anderen mit dem KZ Buchenwald verbundenen Einrichtungen
Die Auszüge der Chronologie sammeln Informationen zu den Außenlagern und anderen mit dem KZ Buchenwald verbundenen Gefangenen-Einrichtungen in zeitlicher Folge.
- 1942
  - Februar: Gustloffwerke Weimar, das erste Außenkommando bei einem Rüstungsbetrieb. (Die Häftlinge waren weiter im Hauptlager eingesperrt und wurden von der SS zur Arbeit „verliehen“)
- 1943
  - Bei der Erla Maschinenwerk GmbH in Leipzig, bei den Junkers Flugzeugwerken in Schönebeck und bei den Rautalwerken Wernigerode entstehen große Außenlager
  - Mai: Französische Regierungsmitglieder, darunter die früheren Ministerpräsidenten Édouard Daladier, Paul Reynaud und Léon Blum, werden im SS-Falkenhof interniert.
- 1945
  - mehrere Todesmärsche von KZ-Häftlingen:
    - vom KZ Buchenwald über Flossenbürg nach Dachau (4. April–1. Mai 1945 in zwei Kolonnen)
    - Außenlager von KZ Buchenwald über Roßleben, Nebra
    - vom Buchenwald-Außenkommando Berga/Elster über Neumark, Fällbach nach Theresienstadt und Manetin bei Pilsen